# Skånsk porina
Skånsk porina (Porina borreri) är en lavart som först beskrevs av Vittore Benedetto Antonio Trevisan de Saint-Léon, och fick sitt nu gällande namn av D. Hawksw. & P. James. Porina borreri ingår i släktet Porina och familjen Porinaceae.  Utöver nominatformen finns också underarten leptospora.
I den svenska databasen Dyntaxa används istället namnet Pseudosagedia borreri för samma taxon.  Arten är reproducerande i Sverige.